# Бауэр, Мишель
Мише́ль Ба́уэр (англ. Michelle Bauer), в девичестве — Ме́двиц (англ. Medvitz; 1 октября 1958, Монтебелло, Калифорния, США) — американская актриса фильмов категории B, фотомодель и порноактриса.

## Биография
Мишель Медвиц (девичья фамилия Бауэр) родилась 1 октября 1958 года в Монтебелло (штат Калифорния, США) в семье чешского и мексиканского происхождения.

## Карьера
Мишель начала свою карьеру в качестве эротической модели, а в июле 1981 года она снялась для журнала «Penthouse». В 1981—1989 года Бауэр снималась в порнографических фильмах под псевдонимом Pia Snow. После она начала сниматься в фильмах категории Б и прославилась как «королева крика», сыграв более чем в 100 фильмах и телесериалах этого типа.

## Личная жизнь
В 1977—1978 года Мишель была замужем за Кеном Бауэром.
В 1980-е—1990-е годы Мишель была замужем за Доном МакКелланом. У бывших супругов есть дочь — Уитни МакКеллан (род.1988).

## Избранная фильмография
| Год  |   | Русское название                  | Оригинальное название                       | Роль                |
| ---- | - | --------------------------------- | ------------------------------------------- | ------------------- |
| 1981 | ф | Ночные мечты                      | Nightdreams                                 | прикованная девушка |
| 1982 | ф | Кафе «Плоть»                      | Café Flesh                                  | Лана                |
| 1984 | ф | Монако навсегда                   | Monaco Forever                              | нацистка            |
| 1986 | ф | Гробница                          | The Tomb                                    | Нефратис            |
| 1986 | ф | Девушки из исправительной колонии | Reform School Girls                         | девушка в душе      |
| 1987 | ф | Воля к свободе                    | Lust for Freedom                            | Джеки               |
| 1987 | ф | Ужасная ночь                      | Terror Night                                | Джо                 |
| 1988 | ф | Голливудские шлюхи с бензопилами  | Hollywood Chainsaw Hookers                  | Мерседес            |
| 1988 | ф | Кошмарные сёстры                  | Nightmare Sisters                           | Микки               |
| 1988 | ф | Студентки в кегельбане беса       | Sorority Babes in the Slimeball Bowl-O-Rama | Лиза                |
| 1988 | ф | Мстительница                      | Lady Avenger                                | Аннали              |
| 1989 | ф | Вампиры Беверли-Хиллз             | Beverly Hills Vamp                          | Кристина            |
| 1989 | ф | Доктор с чужой планеты            | Dr. Alien                                   | студентка           |
| 1991 | ф | Повелитель кукол 3: Месть Тулона  | Puppet Master III: Toulon’s Revenge         | Лили                |
| 1991 | ф | Лагерь страха                     | Camp Fear                                   | девушка в общежитии |
| 1992 | ф | Злые мультфильмы                  | Evil Toons                                  | жена Берта          |
| 1994 | ф | Остров динозавров                 | Dinosaur Island                             | Июнь                |
| 1995 | ф | Кинотеатр «Бикини»                | Bikini Drive-In                             | Дайэнн Линн         |
| 1995 | ф | Нападение 60-футовых секс-бомб    | Attack of the 60 Foot Centerfold            | доктор Джойс Мэн    |
| 1995 | ф | Академия ведьм                    | Witch Academy                               | Тара                |
| 1998 | ф | Мэри-Куки и тарантул-убийца       | Mari-Cookie and the Killer Tarantula        | шериф Марга         |
| 2004 | ф | Могила оборотня                   | Tomb of the Werewolf                        | Елизавета Батори    |
| 2005 | ф | Голый монстр                      | The Naked Monster                           | вторая мама         |
| 2008 | ф | Спёкшийся 2                       | Gingerdead Man 2: Passion of the Crust      | Полли               |